# Ravi (Vorname)
Ravi (Hindi: रवि) ist ein indischer männlicher (selten weiblicher) Vorname.

## Herkunft und Bedeutung
Indien: Sonne und Kurzform von Ravindran

## Namensträger (männlich)
- Ravi Agarwal (* 1958), indischer Fotojournalist und Umweltaktivist
- Ravi Kapoor (* 1969), britischer Schauspieler indischer Abstammung
- Ravi Shankar (1920–2012), indischer Sitarspieler und Komponist
- Ravi Veloo (* 1959), singapurischer Journalist und Schriftsteller
- Ravi Zacharias (1946–2020), kanadisch-US-amerikanischer evangelikaler Christ und Autor

## Namensträgerinnen (weiblich)
- Ravi Kalpana (* 1996), indische Cricketspielerin